# Mysmena quebecana
Espèce
Mysmena quebecana est une espèce d'araignées aranéomorphes de la famille des Mysmenidae.

## Distribution
Cette espèce est endémique du Québec au Canada,. Elle se rencontre dans le parc national de la Yamaska.

## Publication originale
- Lopardo, Dupérré & Paquin, 2008 : Expanding horizons...the first report of the genus Mysmena (Araneae, Mysmenidae) from continental North America, with the description of a new species. Zootaxa, no 1718, p. 36-44.